# دانشگاه کالجی

چشم‌انداز هوایی از آکسفورد

دانشگاه کالجی (انگلیسی: Collegiate university) دانشگاهی است که در آن اقتدار حاکم و عملکردها بین یک سازمان مرکزی و تعدادی از کالج‌های تشکیل دهنده تقسیم شده است. تقسیم قوا در یک دانشگاه کالجی غالباً به شکل یک فدراسیون است مشابه ترتیبات ژئوپولیتیک درون یک کشور تشکیل شده از مناطق مختلف (استان‌ها، ایالات) و یک دولت فدرال مرکزی.